# Café Kröpcke

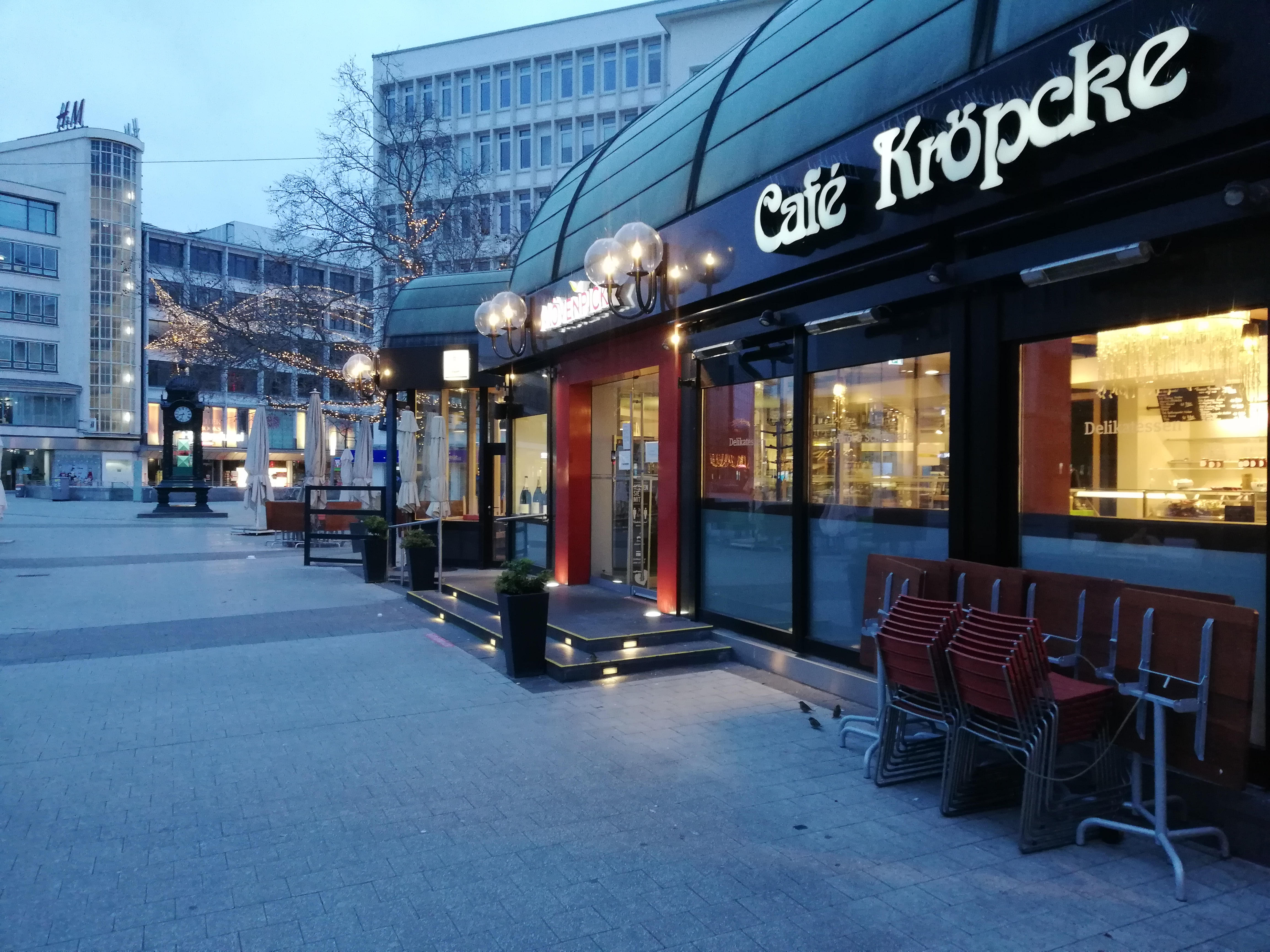
Das von der Mövenpick-Gruppe betriebene Café Kröpcke Anfang 2021 während der Corona-Pandemie

Das Café Kröpcke in Hannover, benannt nach dem ehemaligen Besitzer Wilhelm Kröpcke, wird als Café und Restaurant von der Mövenpick-Gruppe betrieben. Unter der Adresse Georgstraße 35 findet sich der Pavillonbau an der gleichnamigen Platzanlage Kröpcke. Eigentümerin des Gesamt-Komplexes ist eine aus rund zwanzig hannoverschen Familien bestehende Betreibergesellschaft.

## Geschichte

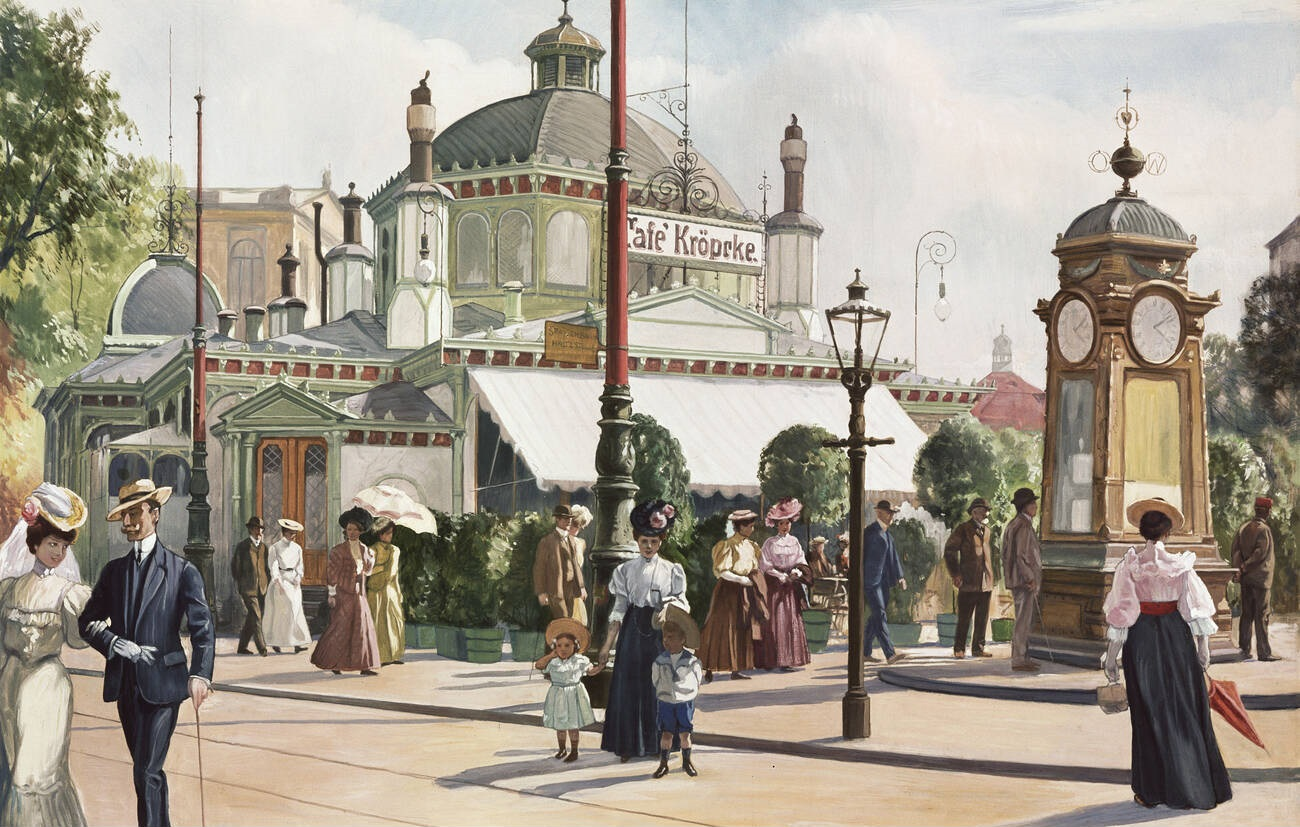
Kaiserwetter: 1907 illustrierte der Maler Georg Dieckmann eine gutbürgerliche Szenerie vor dem Café mit der Kröpcke-Uhr;
Aquarell im Historischen Museum Hannover

Das heutige Café Kröpcke ist der vierte Bau an derselben Stelle im Zentrum Hannovers. Das erste Café vor Ort wurde 1869 als gusseiserner Pavillon im „orientalischen Stil“ durch den Architekten Otto Goetze errichtet auf einem von der Stadt gepachteten Grundstück an der nordwestlichen Spitze des Theaterplatzes. Bauherr und Eigentümer war der vormals Königlich Hannoversche Hofkonditor Georg Robby, der seinerzeit auch einen Eiskeller in der Döhrener Straße unterhielt für das in der Masch „geerntete“ Eis.
1876 pachtete die Familie Siercke das Café und beschäftigte dort den Oberkellner Wilhelm Kröpcke, der 1885 den Pachtvertrag übernahm. Nachdem das Caféhaus 1893 an die Stadt Hannover verkauft worden war, stieg die Kommune in den Pachtvertrag mit Kröpcke ein. Wilhelm Kröpcke war ab 1895 zugleich Namensgeber der Einrichtung. Er führte das Café bis zu seinem Tod 1919.

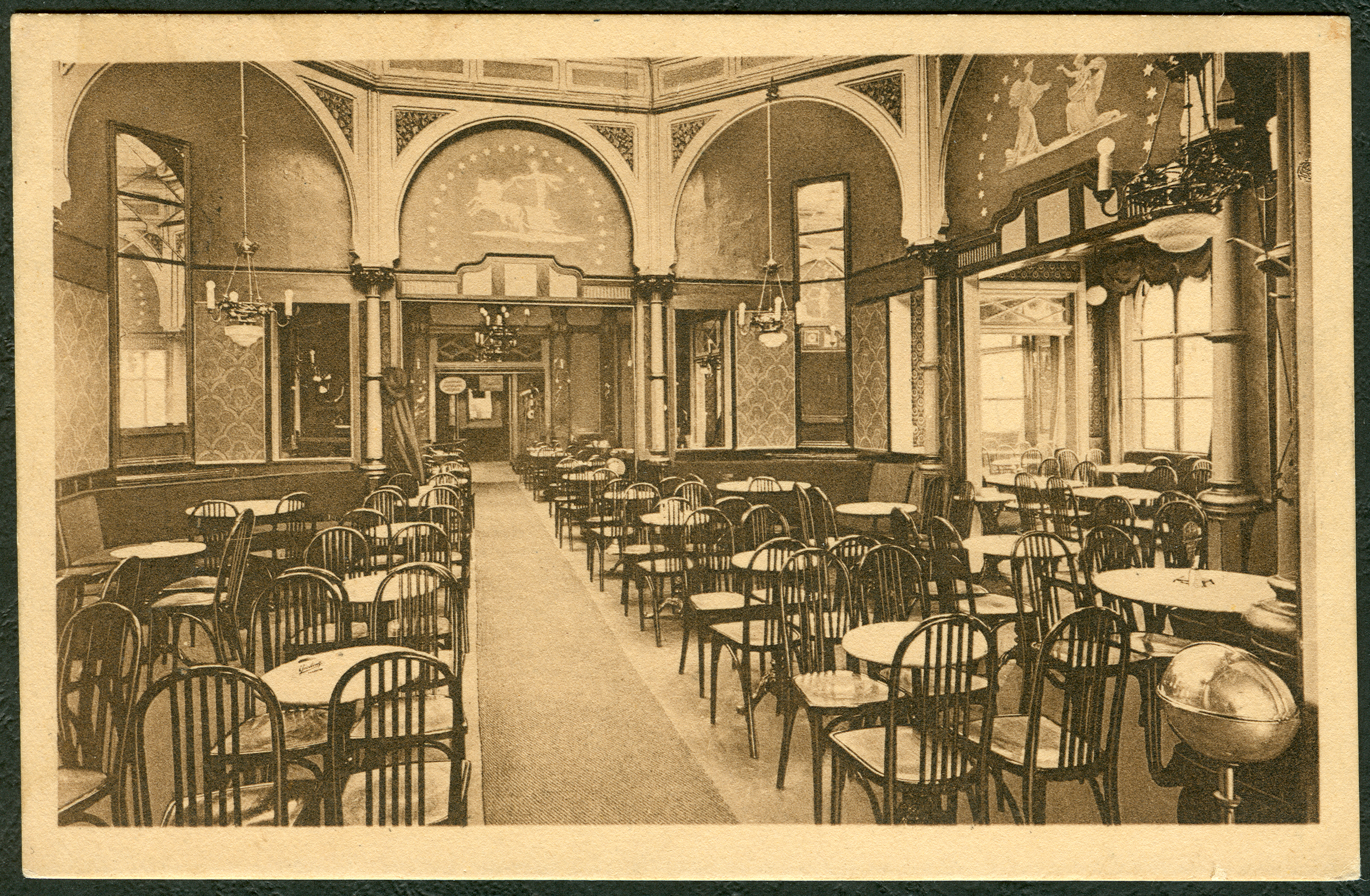
Blick um 1920 in einen Innenraum des Cafés;
Ansichtskarte Nummer 9142 von Fr. Schröder

Unterdessen lag das äußerlich nicht große, dennoch geräumige Café nach der Anlegung der Karmarschstraße 1880 an der Kreuzung der neueren Hauptverkehrsstraßen und damit im neu entstandenen Mittelpunkt der Stadt. Nach mehrmaligen Erweiterungen verfügte das Caféhaus über einen etwa 2500 Sitzplätze umfassenden Kaffeegarten mit Konzertmuschel und zählte als eines der Charakterbauten zu den Wahrzeichen der Stadt. Durch seine intime Atmosphäre hatte sich das Café einen weit über die Stadt hinaus bekannten Ruf erworben und zu einem beliebten Treffpunkt entwickelt, vor allem für Künstler.
Unter Kröpckes Nachfolger Emil Pfefferle bildete „das Kröpcke“ insbesondere in den 1920er Jahren einen Mittelpunkt im hannoverschen Kulturleben.
Im Zweiten Weltkrieg wurde das Café Kröpcke während des ersten großen Luftangriffs auf Hannover am Mittag des 26. Juli 1943 vollständig zerstört.
In der frühen Nachkriegszeit konnte mit Genehmigung der Britischen Militärbehörden 1947 zur ersten Hannover-Messe ein mit großen Lettern als „Kröpcke“ bezeichnetes Zelt mit Bier- und Kaffeewirtschaft aufgestellt werden, das vor allem den Messegästen als Treffpunkt im Stadtzentrum diente.
Zur zweiten Messe 1948 wurde ein neuer, nach Plänen des Architekten Dieter Oesterlen aus Leichtmetall und Glas entworfener Pavillon eröffnet. Da die Nachfahren von Wilhelm Kröpcke die Weiterverwendung des traditionsreichen Namens ablehnten, benannte die Stadt Hannover den vor dem Café gelegenen Platz – der eigentlich nur eine Kreuzung war – als „Kröpcke“, und den Caféneubau dann kurzerhand als „Café am Kröpcke“.
Bis 1970 war dem Gebäude ein großer Kaffeegarten angeschlossen.
Im Zuge des U-Bahn-Baus wurde der in die Jahre gekommene Pavillon im Oktober 1970 abgerissen. An seiner statt eröffnete 1976 ein neuer, wesentlich größerer Pavillon. Architekten des mit kupfergedeckten Tonnendächern versehenen Bauwerkes waren Joachim Matthaei, H.-A. Ahrens und K. Locknitz; nach anderer Quelle die in Hamburg ansässige Architektengemeinschaft „Matthäi-Elschner-Bassewitz“ gemeinsam mit „Moser-Walter“ aus Aachen. Eignerin des Gesamt-Komplexes wurde die aus etwa zwanzig hannoverschen Familien zusammengesetzte Café am Kröpcke Betriebsgesellschaft mbH & Co. KG mit Sitz in der Theaterstraße 14c.
Die nunmehr vierte Einrichtung vor Ort wurde von Anfang an von der in der Schweiz ansässigen Gastronomiekette Mövenpick bewirtschaftet, auf Druck der Hannoveraner aber weiterhin unter dem Namen Kröpcke betrieben.
In der zweiten Hälfte der 1990er Jahre wurde im Vorfeld der Weltausstellung Expo 2000 dem Kröpcke ein Neubau angegliedert, der Ende 1997 als ebenfalls von Mövenpick betriebenes „Expo-Café“ eröffnet wurde: Das nach Plänen der Architekten Wolfgang-Michael Pax und Thomas Hadamczik gestaltete Bauwerk unter der Adresse Ständehausstraße 6 betrieben die Schweizer ab 2001 gemeinsam mit enercity als „enercity expo-café“, das seitdem den hannoverschen Stadtwerken zugleich als eigenes Informationszentrum dient.
2019 erschien die von dem Künstler Joy Lohmann illustrierte Festschrift „150 Jahre Café Kröpcke“.